# Shaukat Aziz
Shaukat Aziz ( urdu : شوکت عزیز ; nascido em 6 de março de 1949) é um ex-banqueiro e financista paquistanês que serviu como 17º primeiro-ministro do Paquistão de 20 de agosto de 2004 a 15 de novembro de 2007, bem como ministro das finanças do Paquistão de 6 de novembro de 1999 a 15 de novembro de 2007.

## Vida
Durante sua infância, ele estudou na St Patrick's High School, em Karachi. Aziz se formou no Institute of Business Administration em Karachi e passou a fazer parte da equipe corporativa do CitiBank Paquistão em 1969. Ele serviu em governos de vários países como financiador do CitiBank e se tornou vice-presidente executivo do Citibank em 1999. Depois de aceitar um pedido pessoal do general Pervez Musharraf, Aziz voltou dos Estados Unidos ao Paquistão para assumir o cargo do Ministério das Finanças como seu ministro das finanças, ao mesmo tempo que assume o controle da economia do país. Em 2004, Aziz foi nomeado pelo governo leal a Musharraf liderado pela Liga Muçulmana do Paquistão (Q), para o cargo de primeiro-ministro após a renúncia de Zafarullah Khan Jamali em 6 de junho de 2004.
As políticas macroeconômicas de Aziz supervisionaram a estabilidade política e o progresso econômico no Paquistão, posteriormente encerrando a "era da estagflação" em 2001. Programas intensificados de privatização e liberalização econômica foram iniciados pessoalmente por Aziz, privatizando empresas estatais e fortalecendo o país base econômica, que impulsionou a melhora da taxa de crescimento do país em 6,4% ao ano. As taxas de pobreza e inflação caíram para 3,5% nos últimos 3 anos, em comparação com 11–12% na década de 1990. Pela primeira vez na história do Paquistão, todas as metas e metas de arrecadação de receitas foram cumpridas em seu mandato, e a alocação para o desenvolvimento aumentou cerca de 40%. Além disso, apesar de uma série de dificuldades internas e externas, a situação econômica do Paquistão melhorou significativamente e as reservas aumentaram para US$ 10,5 bilhões em 30 de junho de 2004, em comparação com US$ 1,2 bilhão em outubro de 1999. Como primeiro-ministro, Aziz supervisionou o grande expansão de reformas militares e reformas da polícia, e um investimento significativo no país que levou ao boom da indústria automobilística, megaprojetos de energia, indústria nuclear, e a indústria portuária, e presidiu o crescimento sem precedentes do PIB. A política de Aziz expandiu os serviços de internet e telecomunicações e liberalizou a mídia privada do Paquistão como sua visão de internacionalizar a imagem do país.